# Aberdeen Football Club
L'Aberdeen Football Club è una società calcistica scozzese con sede nella città di Aberdeen, militante in Scottish Premiership dal 1905.
Il periodo di maggior successo per l'Aberdeen fu la prima metà degli anni ottanta, quando, guidato da Alex Ferguson, il club riuscì ad interrompere il dominio del cosiddetto Old Firm e vincere tre campionati scozzesi, quattro Coppe di Scozia, una Coppa di Lega, una Coppa delle Coppe e una Supercoppa UEFA; questi ultimi due trofei la rendono la squadra scozzese più titolata a livello internazionale, davanti ai più quotati Celtic e Rangers. In patria, con 18 trofei totali (4 campionati, 8 Scottish Cup e 6 Scottish League Cup), è invece la terza squadra per numero di vittorie dietro le due di Glasgow.
Dall'ultima promozione in Scottish Premiership nel 1905, l'Aberdeen non è mai retrocesso in seconda divisione.

## Storia

### Primi anni (1903–1938)
L'Aberdeen F.C. si formò nel 1903 dalla fusione di tre squadre concittadine, l'Aberdeen, il Victoria United e l'Orion. La nuova squadra disputò il suo primo incontro il 15 agosto 1903, pareggiando 1–1 con lo Stenhousemuir. Nella sua prima stagione il club vinse la Aberdeenshire Cup, ma si piazzò solo terza in Northern League. Il club richiese l'ammissione in Scottish League per la stagione successiva, ma furono ammessi in Seconda Divisione, invece che in Prima.
Nel 1904, il club era allenato da Jimmy Philip. Alla fine della stagione, malgrado il 7º posto in un campionato a 12 squadre, l'Aberdeen fu comunque ripescato nella allargata First Division (Prima Divisione), e da allora è sempre rimasta nella massima serie del campionato scozzese, record condiviso con il Celtic. Dal 1906, il club fece rapidi progressi, raggiungendo le semifinali di Scottish Cup nel 1908 e nel 1911. Proprio nella stagione 1910/11, l'Aberdeen ottenne le sue prime vittorie sull'Old Firm, e giunse anche a condurre la testa della classifica per alcune giornate, anche se il piazzamento finale fu soltanto un secondo posto.
A causa dei problemi causati dalla I Guerra Mondiale, malgrado i tagli ed altri modi per risparmiare, nel 1917 la situazione divenne insostenibile: l'Aberdeen uscì dall'orbita del calcio competitivo, insieme al Dundee e al Raith Rovers. Il campionato riprese il 16 agosto 1919, e l'Aberdeen ripartì giocando contro l'Albion Rovers. Philip era ancora in carica, e continuò a supervisionare una squadra in grado di ottenere talvolta buoni risultati, ma mai in grado di vincere un trofeo. Nel 1923, l'Aberdeen venne sorteggiata contro il Peterhead in Scottish Cup, ed ottennero una vittoria per 13–0, tuttora un record per il club. Philip si ritirò l'anno successivo, venendo sostituito come allenatore da Paddy Travers. Costui condusse il club al raggiungimento, per la prima volta nella storia del club, alla finale di Scottish Cup nel 1937, poi persa.
L'allenatore di Travers era l'ex giocatore Donald Colman. Colman era considerato un pensatore brillante e innovativo per quanto riguarda il calcio, e concepì l'area tecnica, un'area coperta un po' sotto il livello della superficie di gioco che permetteva osservazioni migliori del gioco della squadra. L'Everton fece visita a Pittodrie poco tempo dopo la sua introduzione, ed esportò l'idea nei campionati inglesi, da cui poi si diffuse in tutto il mondo del calcio. Travers lasciò la squadra per diventare allenatore del Clyde nel 1939, e fu sostituito da Dave Halliday.
Halliday si recò dal suo ex club Queen of the South per ingaggiare l'attaccante George Hamilton. Tuttavia, Halliday aveva appena cominciato il suo lavoro che lo scoppio della II Guerra Mondiale sospese il calcio competitivo nel Regno Unito.

### Ascesa graduale (1938–1978)

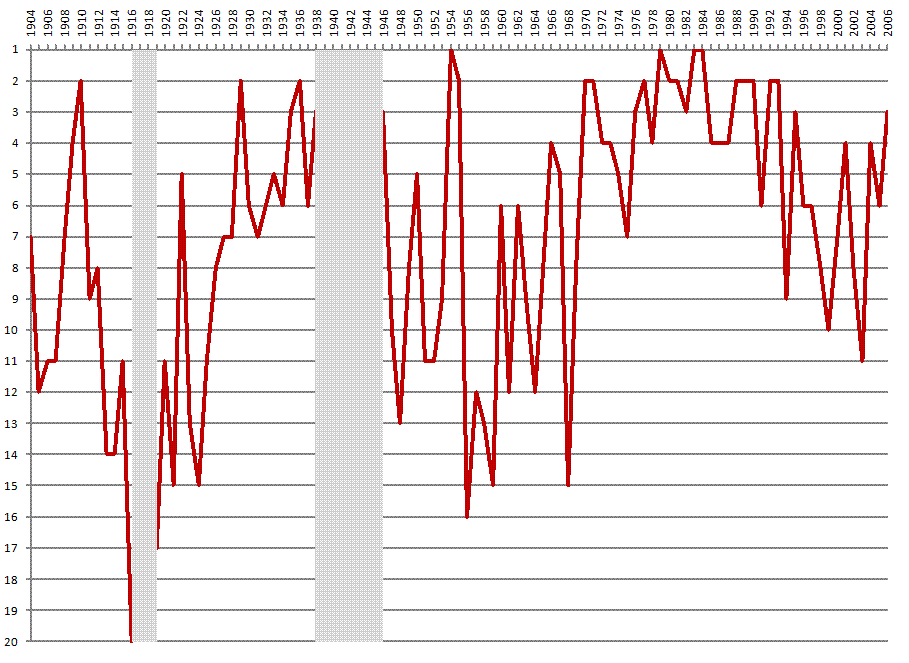
Andamento sportivo dell'Aberdeen dalla sua fondazione fino al 2006

Il posto di Halliday nella Hall of Fame del club fu assicurato dopo che, in seguito alla conclusione del conflitto, divenne il primo allenatore a vincere dei trofei nazionali con la squadra. Aberdeen, che in questo periodo adottò una divisa rossa, vinse la Southern League Cup nella stagione 45/46 sconfiggendo i Rangers per 3–2 a Hampden. Raggiunse poi la finale Scottish Cup 1947, dove sconfisse il Hibernian per 2–1, ottenendo così il suo primo trofeo importante grazie a una rete decisiva di Hamilton. Successivamente, la squadra di Halliday raggiunse per altre due volte la finale di Scottish Cup, nel 1953 e nel 1954, anche se le perse entrambe. Nella stagione successiva, quella 1954/55, l'Aberdeen conquistò addirittura il suo primo campionato scozzese. Nonostante la vittoria del campionato nazionale, il club non partecipò alla prima edizione della Coppa dei Campioni —il posto riservato alla Scozia fu assegnato all'Hibernian, invitata alla competizione al posto del campione.
Halliday e Hamilton lasciarono la squadra alla fine di quel vittorioso campionato. Halliday fu sostituito da Davie Shaw. Sotto la sua guida, l'Aberdeen vinse la League Cup, battendo il St. Mirren, nel 1955/56, e raggiunse di nuovo la finale di Scottish Cup nel 1959. Tuttavia, anche Shaw lasciò la squadra, venendo sostituito da Tommy Pearson nel 1959. Il periodo in cui Pearson fu alla guida della squadra coincise con un alto turnover di giocatori, e con la vittoria di nessun trofeo. Si ritirò nel 1965, venendo sostituito da Eddie Turnbull. Turnbull condusse l'Aberdeen al raggiungimento di due finali di Scottish Cup, entrambe contro il Celtic, perdendola nel 1967, ma prendendosi la rivincita tre anni dopo.
Nell'estate 1967 il club disputò il campionato nordamericano organizzato dalla United Soccer Association: accadde infatti che tale campionato fu disputato da formazioni europee e sudamericane per conto delle franchigie ufficialmente iscritte al campionato, che per ragioni di tempo non avevano potuto allestire le proprie squadre. L'Aberdeen rappresentò i Washington Whips, vincendo la Eastern Division, con 5 vittorie, 5 pareggi e 2 sconfitte, qualificandosi per la finale. La finale vide i Whips cedere ai Los Angeles Wolves, rappresentati dai Wolverhampton.
Il debutto dell'Aberdeen nelle coppe europee avvenne nella Coppa delle Coppe 1967-1968, alla quale si erano qualificati come finalista di Scottish Cup. Al primo turno ottennero una vittoria complessiva di 14–1 sul KR Reykjavik, anche se furono eliminati al secondo turno dallo Standard Liegi per 3–2 aggregato. Vincendo la Scottish Cup nel 1970, la squadra si qualificò di nuovo in Coppa delle Coppe 1970-1971, ma furono eliminati al primo turno in seguito a un pareggio aggregato di 4–4 contro l'Honvéd e alla conseguente sconfitta per 5-4 ai rigori a Budapest; tra l'altro questa fu la prima partita delle Coppe europee UEFA ad essere decisa dai tiri di rigore.
Negli anni settanta l'Aberdeen, pur conseguendo risultati di tutto rispetto, raramente riuscì a vincere trofei, con l'eccezione della Drybrough Cup, conquistata nel 1971 (una seconda edizione verrà vinta nel 1980) sotto la conduzione di Jimmy Bonthrone e la League Cup nel 1976, sotto la guida di Ally MacLeod. In questo decennio, alla guida dell'Aberdeen si alternarono cinque allenatori, Eddie Turnbull, Jimmy Bonthrone, Ally MacLeod, Billy McNeill e Alex Ferguson. La squadra raggiunse una finale di Scottish Cup nel 1978, guidato da Billy McNeill, e una finale di League Cup nella stagione successiva sotto la guida del suo nuovo allenatore Alex Ferguson.

### Era di Alex Ferguson (1978–1986)

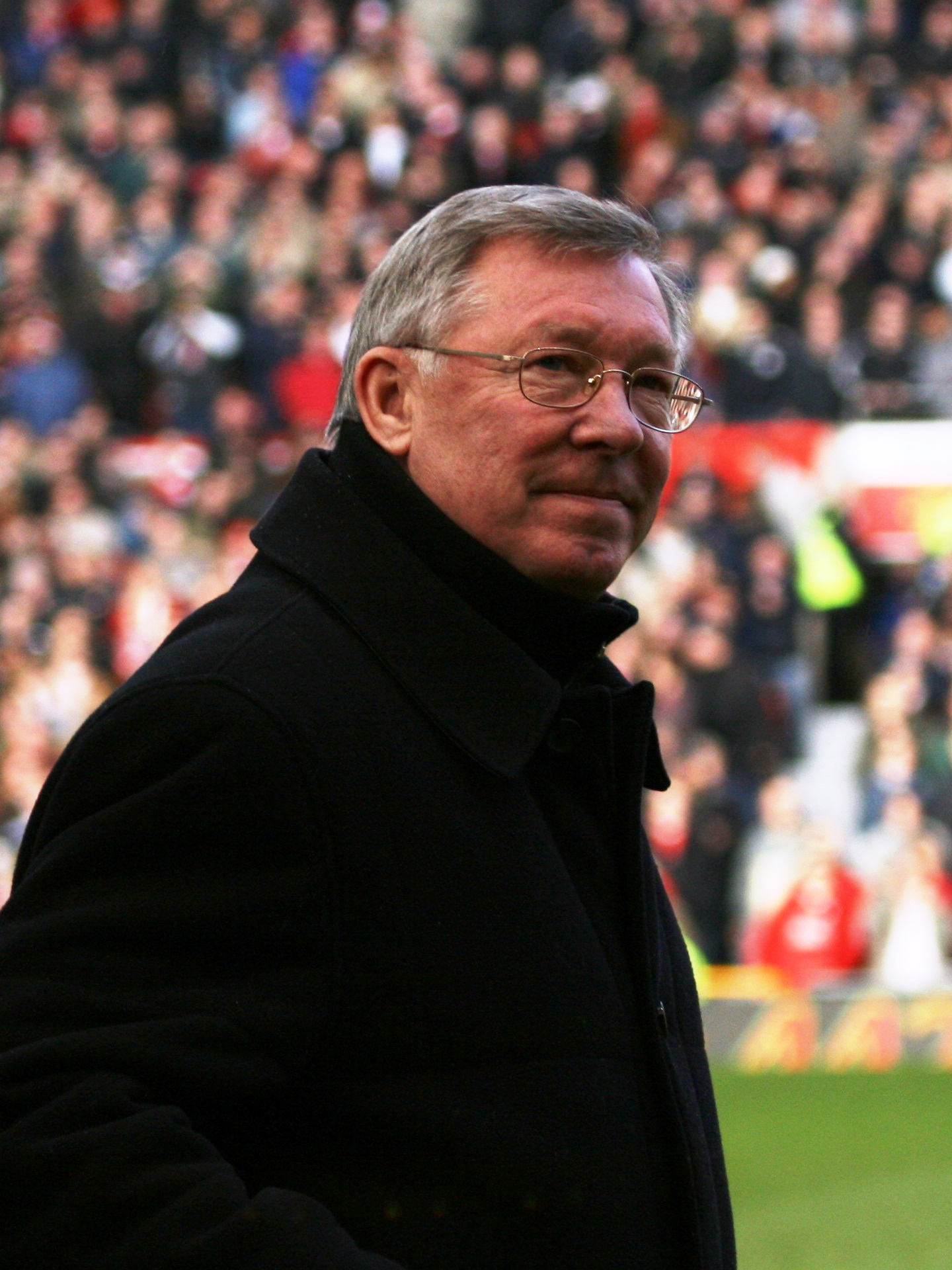
Alex Ferguson, l'allenatore più vittorioso nella storia dell'Aberdeen

Sotto la guida di Ferguson, il club vinse tre campionati nazionali, una Drybrough Cup, quattro Scottish Cup, la Coppa delle Coppe UEFA, la Supercoppa UEFA e una League Cup – tutto nel giro di sette anni.
Sotto la guida di Ferguson, giocatori del calibro di Jim Leighton, Willie Miller, Alex McLeish e Gordon Strachan divennero l'ossatura della squadra. Il secondo titolo di campionato dell'Aberdeen fu vinto nel 1979/80, e nelle tre stagioni successive la squadra riuscì nell'impresa di vincere tre Scottish Cup consecutive, dal 1982 al 1984, e altri due campionati nazionali nel 1983/84 e nel 1984/85.
Nella Coppa delle Coppe 1982-1983 l'Aberdeen eliminò Sion, Dinamo Tirana e Lech Poznań per scontrarsi poi ai quarti di finale con i vincitori della Coppa di Germania Ovest, il Bayern Monaco. Questa partita fu vinta per 3–2 a Pittodrie dopo un pareggio senza reti in Germania, grazie alla rete decisiva di John Hewitt. In semifinale la squadra affrontò i belgi del Waterschei. L'Aberdeen li sconfisse per 5–1 in casa, e persero per la prima volta nel corso del torneo, per 1–0 in trasferta, vincendo in totale per 5-2 e qualificandosi dunque alla finale. L'11 maggio 1983, l'Aberdeen sconfisse il Real Madrid per 2–1 ai tempi supplementari conquistando il trofeo e diventando la terza squadra scozzese a vincere una coppa europea. Il club produsse una canzone, "European Song", che coincise con la disputa della finale. A questa vittoria seguì la conquista della Supercoppa UEFA a dicembre, ottenuta battendo i vincitori della Coppa dei Campioni dell'Amburgo.
L'Aberdeen raggiunse inoltre le semifinali della Coppa delle Coppe 1983-1984, venendo eliminata dal Porto con un punteggio complessivo di 2–0.

### Periodo transitorio (1986–2004)
Dopo che Ferguson lasciò la squadra per allenare il Manchester Utd nel novembre 1986, l'Aberdeen fece fatica a competere con le grandi tradizionali del calcio scozzese, Celtic e Rangers. Il punto più basso della storia del club giunse nella stagione 1999/2000, allorché terminarono il campionato all'ultimo posto, e poté conservare il posto in massima serie solo perché lo stadio del Falkirk non soddisfaceva i requisiti della SPL. In seguito a ciò, e ai debiti contratti dalla squadra per i miglioramenti delle infrastrutture, la politica di risparmio adottata dal club fece sì che il club non raggiunse più le vette degli anni ottanta.
L'Aberdeen ingaggiò due nuovi co-allenatori nel 1989, accoppiando Alex Smith e Jocky Scott. Vennero ingaggiati diversi giocatori stranieri, come i nazionali olandesi Theo Snelders e Hans Gillhaus. Nel 1989/90 il club vinse sia la Scottish Cup che la Scottish League Cup. Nel 1990/91, perdendo all'ultima giornata, persero la possibilità di vincere il campionato scozzese a tutto vantaggio dei Rangers. Willie Miller subentrò alla guida della squadra nel 1992 e, sotto la sua gestione, nelle due stagioni successive l'Aberdeen giunse vicino a vincere il titolo. Tuttavia, fu esonerato nel 1995 dopo una disastrosa stagione, e il club riuscì a salvarsi dalla retrocessione solo agli spareggi contro il Dunfermline Athletic. L'Aberdeen lo sostituì con Roy Aitken. Malgrado la vittoria di una Scottish League Cup ottenuta battendo in finale il Dundee nel 1996, il club continul a lottare per la salvezza. Alex Miller e Paul Hegarty condussero la squadra nei tardi anni novanta, ma i debiti contratti dal club per la prima volta a causa di lavori di miglioramento delle infrastrutture spinsero la dirigenza a rivolgersi a Stewart Milne, un uomo di affari locale la cui azienda aveva costruito lo stand, per gestire le finanze della squadra, confidando nel suo senso degli affari.
Il primo allenatore non scozzese dell'Aberdeen, Ebbe Skovdahl, fu ingaggiato nel 1999, e il suo periodo alla guida della squadra coincise con alcune delle sconfitte più pesanti della storia del club.
Il suo sostituto, Steve Paterson, durò solo due stagioni. Jimmy Calderwood gli subentrò nel 2004, e il suo arrivo coincise con un miglioramento delle prestazioni dell'Aberdeen.

### Anni recenti (2004–presente)
Nella stagione 2006/07, il club si classificò terzo in campionato qualificandosi alla Coppa UEFA 2007-2008. In questa competizione, l'Aberdeen eliminò grazie ai gol in trasferta il Dnipro nell'ultimo turno preliminare: fu la prima volta che l'Aberdeen beneficiò della regola dei gol in trasferta in 40 anni di partecipazioni alle Coppe europee. Sconfisse poi il FC København per 4–0, la vittoria con il maggior scarto dagli anni ottanta. Si scontrò poi con il Bayern Monaco, perdendo per 7–3 in totale dopo un molto rispettabile pareggio per 2–2, con l'Aberdeen per due volte in vantaggio, a Pittodrie all'andata. Calderwood fu esonerato dall'Aberdeen il 24 maggio 2009, dopo che aveva condotto il club al quarto posto e alla qualificazione alle Coppe europee, e fu sostituito da Mark McGhee del Motherwell il 12 giugno 2009.
L'Aberdeen subì una sconfitta per 9–0 contro il Celtic il 6 novembre 2010, la sconfitta più pesante subita in tutta la sua storia. Poche settimane dopo, Mark McGhee e i suoi assistenti furono esonerati il 1º dicembre 2010. Craig Brown divenne il nuovo allenatore dell'Aberdeen il 10 dicembre 2010.
A partire dalla stagione 2013-14 sulla panchina dell'Aberdeen arriva Derek McInnes, ex giocatore dei Rangers. Nel giro di un anno li conduce al successo in Coppa di Lega (vittoria per 4-2 sull'Inverness ai calci di rigore) e al terzo posto in campionato, dietro a Celtic e Motherwell, perdendo lo scontro diretto per il secondo posto all'ultima giornata e facendosi così scavalcare.
Nelle tre stagioni successive, pur non vincendo nulla, si classifica sempre secondo alle spalle del Celtic, combattendo per il titolo. Nelle competizioni europee invece non raggiunge traguardi importanti.
Nella stagione 2016-2017 l'Aberdeen si classifica al 2º posto in Scottish Premiership, alle spalle del Celtic e davanti ai Rangers; si tratta della prima volta dalla stagione 2005-2006 (escludendo gli anni in cui i Rangers hanno militato nelle serie inferiori in seguito al fallimento del 2012) che una squadra riesce a frapporsi tra le due squadre di Glasgow. In Coppa di Lega e in Coppa di Scozia raggiunge la finale, ma in entrambe è sconfitto dal Celtic.
Nella stagione successiva è di nuovo secondo, classificatosi ancora tra Celtic e Rangers, dopo aver superato questi ultimi nella fase finale del campionato.
L'Aberdeen inizia la stagione 2018-19 dal secondo turno preliminare di Europa League, in cui il doppio confronto col Burnley si risolve con la sconfitta ai supplementari e l'eliminazione. In Premiership naviga a metà classifica durante la prima parte della stagione, mentre in Coppa di Lega è sconfitto in finale dal Celtic. In seguito si stabilizza tra la terza e la quarta posizione, alle spalle di Celtic e Rangers e in lotta col Kilmarnock fino all'ultima giornata, al termine della quale l'Aberdeen si classifica al quarto posto, a pari punti col Kilmarnock ma sfavorito dalla differenza reti. In Coppa di Scozia viene eliminato in semifinale dal Celtic, poi vincitore del torneo.
Si classifica quarto anche in Premiership 2019-20, interrotta per la pandemia di COVID-19, mentre in Europa League esce al terzo turno preliminare contro il Rijeka. Raggiunge inoltre le semifinali in Scottish Cup. Nel campionato 2020-21 è di nuovo quarto, dopo aver lottato a lungo con l'Hibernian per il gradino più basso del podio, sfumato per la sconfitta in casa nell'ultimo scontro diretto. La stagione 2021-22 si rivela invece molto complessa per L'Aberdeen, tanto che al termine del campionato si piazza al decimo posto, il peggiore risultato dal 2004 a questa parte. In Conference League avanza fino agli spareggi, nei quali viene sconfitto dal Qarabağ
Risale la china nella Premiership 2022-23, piazzandosi terzo e qualificandosi alla successiva Europa League, della quale disputa solo il turno di play-off in cui viene eliminato dall'Häcken e relegato in Conference League, dove arriva terzo nella fase ai gironi. In campionato conclude settimo; nelle coppe nazionali è eliminato in semifinale di Scottish Cup dal Celtic (ai rigori) e sconfitto in finale di League Cup dai Rangers (1-0).
Nella Coppa di Scozia batte l'Hearts nella semifinale in vantaggio numerico (due espulsioni nella squadra avversaria) ai tempi supplementari per 2-1, accede così alla finale dove il 24 maggio 2025 l'Aberdeen affronta il Celtic: la partita si conclude per 1-1 alla conclusione dei tempi supplementari, infine dopo undici anni senza trofei conquista la coppa battendo il Celtic per 4-3 ai rigori.

## Colori e simboli

### Colori
Nella sua prima stagione, la divisa della squadra era predominantemente bianca. Secondo alcune fonti era interamente bianca, secondo altre la maglia era bianca mentre i pantaloncini e i calzini erano blu. Il club ereditò i colori dal suo progenitore Aberdeen F.C. (1881), ma essi durarono solo una stagione prima di essere cambiati.
Nella stagione 1904/05, infatti, l'Aberdeen adottò una nuova maglia a strisce nero-oro, che portò la squadra ad essere soprannominata "Wasps" ("Vespe"). Questa divisa, con variazioni minime, fu vestita fino al 1939, anno in cui scoppiò la II Guerra Mondiale. I pantaloncini blu durarono fino al 1911, venendo da allora sostituiti da pantaloncini bianchi. I calzini erano neri con finiture in oro.
Nel marzo 1939, l'Aberdeen cambiò i suoi colori da nero-oro a bianco-rosso, riflettendo i colori argento e oro dello stemma ufficiale della Città di Aberdeen. Le prime divise rosse erano indossate con pantaloncini bianchi, con calzoncini che potevano essere rossi o bianchi, dal 1939 fino al 1965/66. Nel 1966, l'Aberdeen adottò i pantaloncini rossi, rendendo la divisa ufficiale tutta rossa, simile a quella del Liverpool, che aveva attuato un cambiamento simile più o meno nello stesso periodo. Questa divisa è tuttora quella attuale, seppur con alcune variazioni nel design. Tardi cambiamenti di design compresero l'aggiunta di quantità significative di blu, e in una stagione si ritornò addirittura ai pantaloncini bianchi, anche se la divisa tutta rossa ritornò già nel 1997. Nel 2012, l'Aberdeen è ritornato di nuovo ad indossare pantaloncini bianchi.
Il nome degli sponsor è cominciato ad apparire sulle maglie a partire dal 1987, e lo sponsor iniziale della divisa era lo JVC. Da allora, con la diminuzione delle partecipazioni nelle competizioni europee del club, gli sponsor della maglia tendono ad essere più locali—come una delle stazioni radio commerciali locali, la Northsound. Essendo l'economia locale dominata da compagnie di olio il Club tende ad essere sponsorizzato principalmente da compagnie di servizio di olio.
Le divise di trasferta tendono ad essere o bianche, spesso con pantaloncini neri, o giallo-nere, riproponendo la vecchia divisa anteguerra, anche se per un periodo negli anni settanta, l'Aberdeen impiegò come divisa di trasferta una divisa tutta blu con calzini bianchi. Per la stagione 2007/08, la divisa di trasferta era tutta bianca, con una terza maglia giallo-nera impiegata se necessario nelle coppe europee, o in caso di scontro tra squadre entrambe rosso-bianche.

### Simboli
Il club non ha avuto uno stemma ufficiale fino al 1972. Nel novembre 1972, il club creò uno stemma ufficiale, ideato da Donald Addison. Lo stemma è rappresentato da una lettera maiuscola A che forma la rete di una porta di calcio, con un pallone di calcio che forma la sbarra di mezzo della lettera "A". Questo pallone è poi inserito dentro la porta, simboleggiando la segnatura di un gol. Lo stemma è completato dalle lettere FC in caratteri più piccoli e collocati a destra della porta e allo stesso livello del pallone. Questo stemma fu impiegato sulle divise dal 1978, con nessuna variazione significativa fino alla metà degli anni ottanta quando la scritta "Aberdeen Football Club" fu aggiunta su un bordo circolare, e la data di fondazione del club, il 1903, fu aggiunta sotto la porta. L'attuale versione dello stemma, che conserva questi elementi in un design unificato, fu introdotta all'inizio della stagione 1997/98. Le due stelle rappresentano le vittorie dei due trofei europei ottenute nel 1983 e furono introdotte nello stemma nella stagione 2005/06.

Logo utilizzato dalla stagione 1997-1998 alla stagione 2004-2005
Logo in uso dalla stagione 2005-2006

## Stadio
L'Aberdeen gioca le partite casalinghe al Pittodrie Stadium, costruito nel 1899 e con una capienza attuale di 22.200 persone.

## Allenatori
| Periodo   | Nome             | G   | V   | N   | P   | % V    | Note   |
| --------- | ---------------- | --- | --- | --- | --- | ------ | ------ |
| 1903-1924 | Jimmy Philip     | 644 | 221 | 172 | 251 | 34.32% | [ 39 ] |
| 1924-1937 | Paddy Travers    | 474 | 214 | 106 | 154 | 45.15% | [ 39 ] |
| 1937-1955 | Dave Halliday    | 371 | 165 | 71  | 135 | 44.47% | [ 39 ] |
| 1955-1959 | Davie Shaw       | 148 | 66  | 20  | 62  | 44.59% | [ 39 ] |
| 1959-1965 | Tommy Pearson    | 180 | 66  | 42  | 72  | 36.67% | [ 39 ] |
| 1965-1971 | Eddie Turnbull   | 216 | 101 | 43  | 72  | 46.75% | [ 39 ] |
| 1971-1975 | Jimmy Bonthrone  | 143 | 67  | 46  | 30  | 46.85% | [ 39 ] |
| 1975-1977 | Ally MacLeod     | 61  | 24  | 19  | 18  | 39.34% | [ 39 ] |
| 1977-1978 | Billy McNeil     | 36  | 22  | 9   | 5   | 61.11% | [ 39 ] |
| 1978-1986 | Alex Ferguson    | 288 | 167 | 71  | 50  | 57.99% | [ 39 ] |
| 1986-1988 | Ian Porterfield  | 71  | 35  | 27  | 9   | 49.30% | [ 39 ] |
| 1988-1991 | Jocky Scott      | 117 | 63  | 35  | 19  | 53.85% | [ 39 ] |
| 1991-1992 | Alex Smith       | 23  | 7   | 7   | 9   | 30.43% | [ 39 ] |
| 1992-1995 | Willie Miller    | 124 | 53  | 45  | 26  | 42.47% | [ 39 ] |
| 1995-1997 | Roy Aitken       | 124 | 50  | 31  | 43  | 40.32% | [ 40 ] |
| 1997-1998 | Alex Miller      | 43  | 11  | 13  | 19  | 25.58% | [ 41 ] |
| 1999-2002 | Ebbe Skovdahl    | 159 | 54  | 37  | 68  | 33.96% | [ 42 ] |
| 2002-2004 | Steve Paterson   | 68  | 23  | 13  | 32  | 33.82% | [ 43 ] |
| 2004-2009 | Jimmy Calderwood | 227 | 94  | 60  | 73  | 41.41% | [ 44 ] |
| 2009-2010 | Mark McGhee      | 62  | 17  | 13  | 32  | 27.42% | [ 45 ] |
| 2010-2013 | Craig Brown      | 113 | 37  | 33  | 43  | 32.74% | [ 46 ] |
| 2013-2021 | Derek McInnes    | 377 | 198 | 78  | 101 | 52.52% | [ 47 ] |
| 2021-2022 | Stephen Glass    | 42  | 15  | 7   | 20  | 35.71% | [ 48 ] |
| 2022-2023 | Jim Goodwin      | 43  | 17  | 7   | 19  | 39.53% | [ 49 ] |
| 2023-2024 | Barry Robson     | 39  | 15  | 9   | 15  | 38.46% | [ 50 ] |
| 2024      | Neil Warnock     | 8   | 2   | 2   | 4   | 25.00% | [ 51 ] |
| 2024      | Peter Leven      | 11  | 6   | 4   | 1   | 54.54% | [ 52 ] |
| 2024-     | Jimmy Thelin     | 0   | 0   | 0   | 0   |        |        |

## Calciatori

### Record
| Record di presenze - 796 Willie Miller (1972-90) - 689 Alex McLeish (1978-94) - 591 Bobby Clark (1965-82) - 571 Andy Considine (2004-22) - 562 Stewart McKimmie (1983-97) - 533 Jim Leighton (1977-88; 1997-00) - 407 Russell Anderson (1996-06; 2012-15) - 386 Drew Jarvie (1972-82) - 385 Brian Irvine (1985-97) - 380 Eoin Jess (1989-96; 1997-01) | Record di reti - 199 Joe Harper (1969-73; 1976-81) - 156 Matt Armstrong (1931-46) - 155 George Hamilton (1933-46) - 141 Harry Yorston (1947-57) - 131 Drew Jarvie (1972-82) - 124 Benny Yorston (1927-32) - 114 Willie Mills (1932-38) - 105 Jack Hather (1948-60) - 100 Mark McGhee (1978-84) - 99 Davie Robb (1966-78) |

## Palmarès

### Competizioni nazionali
- Campionato scozzese: 4

1954-1955, 1979-1980, 1983-1984, 1984-1985
- Coppa di Scozia: 8

1946-1947, 1969-1970, 1981-1982, 1982-1983, 1983-1984, 1985-1986, 1989-1990, 2024-2025
- Coppa di Lega scozzese: 6

1955-1956, 1976-1977, 1985-1986, 1989-1990, 1995-1996, 2013-2014
- Drybrough Cup: 2

1971, 1980
- Scottish Qualifying Cup: 1

1904-1905

### Competizioni internazionali
- Coppa delle Coppe: 1  (record scozzese condiviso con i Rangers)

1982-1983
- Supercoppa UEFA: 1  (record scozzese)

1983

### Competizioni giovanili
- Scottish Youth Cup: 3

1984-1985, 1985-1986, 2000-2001

## Statistiche

### Campionati
| Livello | Categoria                 | Partecipazioni | Prima presenza | Ultima presenza | Totale |
| ------- | ------------------------- | -------------- | -------------- | --------------- | ------ |
| 1°      | Scottish Football League  | 4              | 1915           | 1921            | 111    |
| 1°      | Scottish Division One     | 52             | 1905           | 1975            | 111    |
| 1°      | Scottish Division A       | 5              | 1946           | 1951            | 111    |
| 1°      | Scottish Premier Division | 23             | 1975           | 1998            | 111    |
| 1°      | Scottish Premier League   | 15             | 1998           | 2013            | 111    |
| 1°      | Scottish Premiership      | 12             | 2013           | 2025            | 111    |
| 2°      | Scottish Division Two     | 1              | 1905           | 1905            | 1      |

### Coppe europee
Tabella aggiornata alla stagione 2023-2024.
| Competizione                  | Partecipazioni | Partite | Partite  | Partite | Partite   | Statistiche | Statistiche | Statistiche     |
| Competizione                  | Partecipazioni | Totale  | Vittorie | Pareggi | Sconfitte | Gol segnati | Gol subiti  | Differenza reti |
| ----------------------------- | -------------- | ------- | -------- | ------- | --------- | ----------- | ----------- | --------------- |
| Champions League              | 3              | 12      | 5        | 4       | 3         | 14          | 12          | +2              |
| Coppa delle Coppe             | 8              | 39      | 22       | 5       | 12        | 79          | 37          | +42             |
| Coppa UEFA/Europa League      | 18             | 89      | 29       | 28      | 32        | 118         | 117         | +1              |
| UEFA Europa Conference League | 2              | 12      | 4        | 3       | 5         | 21          | 20          | +1              |
| Supercoppa europea            | 1              | 2       | 1        | 1       | 0         | 2           | 0           | +2              |
| Coppa delle Fiere             | 1              | 4       | 2        | 1       | 1         | 4           | 4           | 0               |

## Organico

### Rosa 2025-2026
Aggiornata al 19 agosto 2025.
| N. |                          | Ruolo | Calciatore           |
| -- | ------------------------ | ----- | -------------------- |
| 1  | Bulgaria (bandiera)      | P     | Dimitar Mitov        |
| 2  | Scozia (bandiera)        | D     | Nicky Devlin         |
| 3  | Scozia (bandiera)        | D     | Emmanuel Gyamfi      |
| 4  | Scozia (bandiera)        | C     | Graeme Shinnie       |
| 5  | Paesi Bassi (bandiera)   | C     | Mats Knoester        |
| 6  | Norvegia (bandiera)      | D     | Sivert Heltne Nilsen |
| 7  | Francia (bandiera)       | C     | Adil Aouchiche       |
| 8  | Stati Uniti (bandiera)   | C     | Dante Polvara        |
| 9  | Australia (bandiera)     | A     | Kusini Yengi         |
| 10 | Inghilterra (bandiera)   | C     | Leighton Clarkson    |
| 11 | Australia (bandiera)     | A     | Nicolas Milanovic    |
| 13 | Australia (bandiera)     | P     | Nick Suman           |
| 15 | Nuova Zelanda (bandiera) | C     | James McGarry        |
| 17 | Paesi Bassi (bandiera)   | C     | Vicente Besuijen     |
| 18 | Croazia (bandiera)       | C     | Ante Palaversa       |

| N. |                        | Ruolo | Calciatore       |
| -- | ---------------------- | ----- | ---------------- |
| 19 | Slovenia (bandiera)    | A     | Ester Sokler     |
| 20 | Inghilterra (bandiera) | A     | Shayden Morris   |
| 21 | Irlanda (bandiera)     | D     | Gavin Molloy     |
| 22 | Scozia (bandiera)      | D     | Jack Milne       |
| 23 | Scozia (bandiera)      | C     | Ryan Duncan      |
| 24 | Lettonia (bandiera)    | D     | Kristers Tobers  |
| 28 | Danimarca (bandiera)   | D     | Alexander Jensen |
| 30 | Scozia (bandiera)      | C     | Fletcher Boyd    |
| 31 | Scozia (bandiera)      | P     | Ross Doohan      |
| 32 | Nigeria (bandiera)     | A     | Peter Ambrose    |
| 33 | Montenegro (bandiera)  | D     | Slobodan Rubežić |
| 81 | Finlandia (bandiera)   | C     | Topi Keskinen    |
|    | Serbia (bandiera)      | A     | Marko Lazetić    |
|    | Svezia (bandiera)      | C     | Kenan Bilalović  |

## Tifoseria

### Rivalità
La rivalità più sentita è col Dundee United, contro cui l'Aberdeen disputa il New Firm, derby che ha vissuto il suo periodo d'oro negli anni '80, quando entrambe le squadre vinsero gran parte dei loro trofei.
La seconda rivalità più sentita è con i Rangers
Un'altra rivalità, seppur minore, è con l'Inverness, che prende forma nel North Derby.

### Gemellaggi
L'Aberdeen è gemellato con la tifoseria della Fiorentina. Il gemellaggio tra le due fazioni è molto sentito e ha conseguentemente generato un legame con la tifoseria dell'Hellas Verona. Vi sono inoltre delle amicizie a livello personale con gli ultras della Pro Patria.